# NFL Draft 2024
Der NFL Draft 2024 war der 89. Auswahlprozess neuer Spieler (Draft) im American Football für die Saison 2024 der National Football League (NFL). Der Draft fand vom 25. bis zum 27. April rund um den Campus Martius Park und den Hart Plaza in Detroit, Michigan statt. Die Stadt erhielt den Zuschlag als Veranstaltungsort im März 2022.

## Reihenfolge
Springe zu Runde: 2 | 3 | 4 | 5 | 6 | 7
| Runde | Auswahl | Team                  | Spieler                  | Position             | College                  | Conference           | Bemerkungen                                                                                           |
| ----- | ------- | --------------------- | ------------------------ | -------------------- | ------------------------ | -------------------- | --- |
| 1     | 1       | Chicago Bears         | Caleb Williams           | Quarterback          | USC                      | Pac-12               | Pick von den Panthers erhalten                                                                        |
| 1     | 2       | Washington Commanders | Jayden Daniels           | Quarterback          | LSU                      | SEC                  | |
| 1     | 3       | New England Patriots  | Drake Maye               | Quarterback          | North Carolina           | ACC                  | |
| 1     | 4       | Arizona Cardinals     | Marvin Harrison Jr.      | Wide Receiver        | Ohio State               | Big Ten              | |
| 1     | 5       | Los Angeles Chargers  | Joe Alt                  | Offensive Tackle     | Notre Dame               | Unabhängig (FBS)     | |
| 1     | 6       | New York Giants       | Malik Nabers             | Wide Receiver        | LSU                      | SEC                  | |
| 1     | 7       | Tennessee Titans      | J. C. Latham             | Offensive Tackle     | Alabama                  | SEC                  | |
| 1     | 8       | Atlanta Falcons       | Michael Penix Jr.        | Quarterback          | Washington               | Pac-12               | |
| 1     | 9       | Chicago Bears         | Rome Odunze              | Wide Receiver        | Washington               | Pac-12               | |
| 1     | 10      | Minnesota Vikings     | J. J. McCarthy           | Quarterback          | Michigan                 | Big Ten              | Pick von den Jets erhalten                                                                            |
| 1     | 11      | New York Jets         | Olu Fashanu              | Offensive Tackle     | Penn State               | Big Ten              | Pick von den Vikings erhalten                                                                         |
| 1     | 12      | Denver Broncos        | Bo Nix                   | Quarterback          | Oregon                   | Pac-12               | |
| 1     | 13      | Las Vegas Raiders     | Brock Bowers             | Tight End            | Georgia                  | SEC                  | |
| 1     | 14      | New Orleans Saints    | Taliese Fuaga            | Offensive Tackle     | Oregon State             | Pac-12               | |
| 1     | 15      | Indianapolis Colts    | Laiatu Latu              | Defensive End        | UCLA                     | Pac-12               | |
| 1     | 16      | Seattle Seahawks      | Byron Murphy II          | Defensive Tackle     | Texas                    | Big 12               | |
| 1     | 17      | Minnesota Vikings     | Dallas Turner            | Defensive End        | Alabama                  | SEC                  | Pick von den Jaguars erhalten                                                                         |
| 1     | 18      | Cincinnati Bengals    | Amarius Mims             | Offensive Tackle     | Georgia                  | SEC                  | |
| 1     | 19      | Los Angeles Rams      | Jared Verse              | Defensive End        | Florida State            | ACC                  | |
| 1     | 20      | Pittsburgh Steelers   | Troy Fautanu             | Offensive Tackle     | Washington               | Pac-12               | |
| 1     | 21      | Miami Dolphins        | Chop Robinson            | Defensive End        | Penn State               | Big Ten              | |
| 1     | 22      | Philadelphia Eagles   | Quinyon Mitchell         | Cornerback           | Toledo                   | MAC                  | |
| 1     | 23      | Jacksonville Jaguars  | Brian Thomas Jr.         | Wide Receiver        | LSU                      | SEC                  | Pick von den Browns via Texans und Vikings erhalten                                                   |
| 1     | 24      | Detroit Lions         | Terrion Arnold           | Cornerback           | Alabama                  | SEC                  | Pick von den Cowboys erhalten                                                                         |
| 1     | 25      | Green Bay Packers     | Jordan Morgan            | Offensive Tackle     | Arizona                  | Pac-12               | |
| 1     | 26      | Tampa Bay Buccaneers  | Graham Barton            | Center               | Duke                     | ACC                  | |
| 1     | 27      | Arizona Cardinals     | Darius Robinson          | Defensive End        | Missouri                 | SEC                  | Pick von den Texans erhalten                                                                          |
| 1     | 28      | Kansas City Chiefs    | Xavier Worthy            | Wide Receiver        | Texas                    | Big 12               | Pick von den Bills erhalten                                                                           |
| 1     | 29      | Dallas Cowboys        | Tyler Guyton             | Offensive Tackle     | Oklahoma                 | Big 12               | Pick von den Lions erhalten                                                                           |
| 1     | 30      | Baltimore Ravens      | Nate Wiggins             | Cornerback           | Clemson                  | ACC                  | |
| 1     | 31      | San Francisco 49ers   | Ricky Pearsall           | Wide Receiver        | Florida                  | SEC                  | |
| 1     | 32      | Carolina Panthers     | Xavier Legette           | Wide Receiver        | South Carolina           | SEC                  | Pick von den Chiefs via Bills erhalten                                                                |
| 2     | 33      | Buffalo Bills         | Keon Coleman             | Wide Receiver        | Florida State            | ACC                  | Pick von den Panthers erhalten                                                                        |
| 2     | 34      | Los Angeles Chargers  | Ladd McConkey            | Wide Receiver        | Georgia                  | SEC                  | Pick von den Patriots erhalten                                                                        |
| 2     | 35      | Atlanta Falcons       | Ruke Orhorhoro           | Defensive Tackle     | Clemson                  | ACC                  | Pick von den Cardinals erhalten                                                                       |
| 2     | 36      | Washington Commanders | Jer’Zhan Newton          | Defensive Tackle     | Illinois                 | Big Ten              | |
| 2     | 37      | New England Patriots  | Ja’Lynn Polk             | Wide Receiver        | Washington               | Pac-12               | Pick von den Chargers erhalten                                                                        |
| 2     | 38      | Tennessee Titans      | T’Vondre Sweat           | Defensive Tackle     | Texas                    | Big 12               | |
| 2     | 39      | Los Angeles Rams      | Braden Fiske             | Defensive Tackle     | Florida State            | ACC                  | Pick von den Giants via Panthers erhalten                                                             |
| 2     | 40      | Philadelphia Eagles   | Cooper DeJean            | Cornerback           | Iowa                     | Big Ten              | Pick von den Bears via Commanders erhalten                                                            |
| 2     | 41      | New Orleans Saints    | Kool-Aid McKinstry       | Cornerback           | Alabama                  | SEC                  | Pick von den Jets via Packers erhalten                                                                |
| 2     | 42      | Houston Texans        | Kamari Lassiter          | Cornerback           | Georgia                  | SEC                  | Pick von den Vikings erhalten                                                                         |
| 2     | 43      | Arizona Cardinals     | Max Melton               | Cornerback           | Rutgers                  | Big Ten              | Pick von den Falcons erhalten                                                                         |
| 2     | 44      | Las Vegas Raiders     | Jackson Powers-Johnson   | Guard                | Oregon                   | Pac-12               | |
| 2     | 45      | Green Bay Packers     | Edgerrin Cooper          | Linebacker           | Texas A&M                | SEC                  | Pick von den Broncos via Saints erhalten                                                              |
| 2     | 46      | Carolina Panthers     | Jonathon Brooks          | Runningback          | Texas                    | Big 12               | Pick von den Colts erhalten                                                                           |
| 2     | 47      | New York Giants       | Tyler Nubin              | Safety               | Minnesota                | Big Ten              | Pick von den Seahawks erhalten                                                                        |
| 2     | 48      | Jacksonville Jaguars  | Maason Smith             | Defensive Tackle     | LSU                      | SEC                  | |
| 2     | 49      | Cincinnati Bengals    | Kris Jenkins             | Defensive Tackle     | Michigan                 | Big Ten              | |
| 2     | 50      | Washington Commanders | Mike Sainristil          | Cornerback           | Michigan                 | Big Ten              | Pick von den Saints via Eagles erhalten                                                               |
| 2     | 51      | Pittsburgh Steelers   | Zach Frazier             | Center               | West Virginia            | Big 12               | |
| 2     | 52      | Indianapolis Colts    | Adonai Mitchell          | Wide Receiver        | Texas                    | Big 12               | Pick von den Rams via Panthers erhalten                                                               |
| 2     | 53      | Washington Commanders | Ben Sinnott              | Tight End            | Kansas State             | Big 12               | Pick von den Eagles erhalten                                                                          |
| 2     | 54      | Cleveland Browns      | Michael Hall Jr.         | Defensive Tackle     | Ohio State               | Big Ten              | |
| 2     | 55      | Miami Dolphins        | Patrick Paul             | Offensive Tackle     | Houston                  | Big 12               | |
| 2     | 56      | Dallas Cowboys        | Marshawn Kneeland        | Defensive End        | Western Michigan         | MAC                  | |
| 2     | 57      | Tampa Bay Buccaneers  | Chris Braswell           | Defensive End        | Alabama                  | SEC                  | |
| 2     | 58      | Green Bay Packers     | Javon Bullard            | Safety               | Georgia                  | SEC                  | |
| 2     | 59      | Houston Texans        | Blake Fisher             | Offensive Tackle     | Notre Dame               | Unabhängig (FBS)     | |
| 2     | 60      | Buffalo Bills         | Cole Bishop              | Safety               | Utah                     | Pac-12               | |
| 2     | 61      | Detroit Lions         | Ennis Rakestraw Jr.      | Cornerback           | Missouri                 | SEC                  | |
| 2     | 62      | Baltimore Ravens      | Roger Rosengarten        | Offensive Tackle     | Washington               | Pac-12               | |
| 2     | 63      | Kansas City Chiefs    | Kingsley Suamataia       | Offensive Tackle     | BYU                      | Big 12               | Pick von den 49ers erhalten                                                                           |
| 2     | 64      | San Francisco 49ers   | Renardo Green            | Cornerback           | Florida State            | ACC                  | Pick von den Chiefs erhalten                                                                          |
| 3     | 65      | New York Jets         | Malachi Corley           | Wide Receiver        | Western Kentucky         | CUSA                 | Pick von den Panthers erhalten                                                                        |
| 3     | 66      | Arizona Cardinals     | Trey Benson              | Runningback          | Florida State            | ACC                  | |
| 3     | 67      | Washington Commanders | Brandon Coleman          | Guard                | TCU                      | Big 12               | |
| 3     | 68      | New England Patriots  | Caedan Wallace           | Offensive Tackle     | Penn State               | Big Ten              | |
| 3     | 69      | Los Angeles Chargers  | Junior Colson            | Linebacker           | Michigan                 | Big Ten              | |
| 3     | 70      | New York Giants       | Andru Phillips           | Cornerback           | Kentucky                 | SEC                  | |
| 3     | 71      | Arizona Cardinals     | Isaiah Adams             | Guard                | Illinois                 | Big Ten              | Pick von den Titans erhalten                                                                          |
| 3     | 72      | Carolina Panthers     | Trevin Wallace           | Linebacker           | Kentucky                 | SEC                  | Pick von den Jets erhalten                                                                            |
| 3     | 73      | Dallas Cowboys        | Cooper Beebe             | Guard                | Kansas State             | Big 12               | Pick von den Vikings via Lions erhalten                                                               |
| 3     | 74      | Atlanta Falcons       | Bralen Trice             | Defensive End        | Washington               | Pac-12               | |
| 3     | 75      | Chicago Bears         | Kiran Amegadjie          | Offensive Tackle     | Yale                     | Ivy                  | |
| 3     | 76      | Denver Broncos        | Jonah Elliss             | Defensive End        | Utah                     | Pac-12               | |
| 3     | 77      | Las Vegas Raiders     | Delmar Glaze             | Offensive Tackle     | Maryland                 | Big Ten              | |
| 3     | 78      | Houston Texans        | Calen Bullock            | Safety               | USC                      | Pac-12               | Pick von den Seahawks via Commanders und Eagles erhalten                                              |
| 3     | 79      | Indianapolis Colts    | Matt Goncalves           | Offensive Tackle     | Pittsburgh               | ACC                  | Pick von den Jaguars via Falcons und Cardinals erhalten                                               |
| 3     | 80      | Cincinnati Bengals    | Jermaine Burton          | Wide Receiver        | Alabama                  | SEC                  | |
| 3     | 81      | Seattle Seahawks      | Christian Haynes         | Guard                | UConn                    | Unabhängig (FBS)     | Pick von den Saints via Broncos erhalten                                                              |
| 3     | 82      | Arizona Cardinals     | Tip Reiman               | Tight End            | Illinois                 | Big Ten              | Pick von den Colts erhalten                                                                           |
| 3     | 83      | Los Angeles Rams      | Blake Corum              | Runningback          | Michigan                 | Big Ten              | |
| 3     | 84      | Pittsburgh Steelers   | Roman Wilson             | Wide Receiver        | Michigan                 | Big Ten              | |
| 3     | 85      | Cleveland Browns      | Zak Zinter               | Guard                | Michigan                 | Big Ten              | |
| 3     | –       | Miami Dolphins        | Draft-Pick aberkannt     | Draft-Pick aberkannt | Draft-Pick aberkannt     | Draft-Pick aberkannt | Draft-Pick aberkannt                                                                                  |
| 3     | 86      | San Francisco 49ers   | Dominick Puni            | Offensive Tackle     | Kansas                   | Big 12               | Pick von den Eagles via Texans und Eagles erhalten                                                    |
| 3     | 87      | Dallas Cowboys        | Marist Liufau            | Linebacker           | Notre Dame               | Unabhängig (FBS)     | |
| 3     | 88      | Green Bay Packers     | MarShawn Lloyd           | Runningback          | USC                      | Pac-12               | |
| 3     | 89      | Tampa Bay Buccaneers  | Tykee Smith              | Safety               | Georgia                  | SEC                  | |
| 3     | 90      | Arizona Cardinals     | Elijah Jones             | Cornerback           | Boston College           | ACC                  | Pick von den Texans erhalten                                                                          |
| 3     | 91      | Green Bay Packers     | Ty’Ron Hopper            | Linebacker           | Missouri                 | SEC                  | Pick von den Bills erhalten                                                                           |
| 3     | 92      | Tampa Bay Buccaneers  | Jalen McMillan           | Wide Receiver        | Washington               | Pac-12               | Pick von den Lions erhalten                                                                           |
| 3     | 93      | Baltimore Ravens      | Adisa Isaac              | Defensive End        | Penn State               | Big Ten              | |
| 3     | 94      | Philadelphia Eagles   | Jalyx Hunt               | Defensive End        | Houston Christian        | Southland            | Pick von den 49ers erhalten                                                                           |
| 3     | 95      | Buffalo Bills         | DeWayne Carter           | Defensive Tackle     | Duke                     | ACC                  | Pick von den Chiefs erhalten                                                                          |
| 3*    | 96      | Jacksonville Jaguars  | Jarrian Jones            | Cornerback           | Florida State            | ACC                  | Compensatory Pick                                                                                     |
| 3*    | 97      | Cincinnati Bengals    | McKinnley Jackson        | Defensive Tackle     | Texas A&M                | SEC                  | Compensatory Pick                                                                                     |
| 3*    | 98      | Pittsburgh Steelers   | Payton Wilson            | Linebacker           | NC State                 | ACC                  | Compensatory Pick, Pick von den Eagles erhalten                                                       |
| 3*    | 99      | Los Angeles Rams      | Kamren Kinchens          | Safety               | Miami (FL)               | ACC                  | Resolution JC-2A Pick                                                                                 |
| 3*    | 100     | Washington Commanders | Luke McCaffrey           | Wide Receiver        | Rice                     | AAC                  | Resolution JC-2A Pick, Pick von den 49ers erhalten                                                    |
| 4     | 101     | Carolina Panthers     | Ja’Tavion Sanders        | Tight End            | Texas                    | Big 12               | |
| 4     | 102     | Denver Broncos        | Troy Franklin            | Wide Receiver        | Oregon                   | Pac-12               | Pick von den Commanders via Seahawks erhalten                                                         |
| 4     | 103     | New England Patriots  | Layden Robinson          | Guard                | Texas A&M                | SEC                  | |
| 4     | 104     | Arizona Cardinals     | Dadrion Taylor-Demerson  | Safety               | Texas Tech               | Big 12               | |
| 4     | 105     | Los Angeles Chargers  | Justin Eboigbe           | Defensive Tackle     | Alabama                  | SEC                  | |
| 4     | 106     | Tennessee Titans      | Cedric Gray              | Linebacker           | North Carolina           | ACC                  | |
| 4     | 107     | New York Giants       | Theo Johnson             | Tight End            | Penn State               | Big Ten              | |
| 4     | 108     | Minnesota Vikings     | Khyree Jackson           | Cornerback           | Oregon                   | Pac-12               | |
| 4     | 109     | Atlanta Falcons       | Brandon Dorlus           | Defensive Tackle     | Oregon                   | Pac-12               | |
| 4     | 110     | New England Patriots  | Javon Baker              | Wide Receiver        | UCF                      | Big 12               | Pick von den Bears via Chargers erhalten                                                              |
| 4     | 111     | Green Bay Packers     | Evan Williams            | Safety               | Oregon                   | Pac-12               | Pick von den Jets erhalten                                                                            |
| 4     | 112     | Las Vegas Raiders     | Decamerion Richardson    | Cornerback           | Mississippi State        | SEC                  | |
| 4     | 113     | Baltimore Ravens      | Devontez Walker          | Wide Receiver        | North Carolina           | ACC                  | Pick von den Broncos via Jets erhalten                                                                |
| 4     | 114     | Jacksonville Jaguars  | Javon Forster            | Offensive Tackle     | Missouri                 | SEC                  | |
| 4     | 115     | Cincinnati Bengals    | Erick All                | Tight End            | Iowa                     | Big Ten              | |
| 4     | 116     | Jacksonville Jaguars  | Jordan Jefferson         | Defensive Tackle     | LSU                      | SEC                  | Pick von den Saints erhalten                                                                          |
| 4     | 117     | Indianapolis Colts    | Tanor Bortolini          | Center               | Wisconsin                | Big Ten              | |
| 4     | 118     | Seattle Seahawks      | Tyrice Knight            | Linebacker           | UTEP                     | CUSA                 | |
| 4     | 119     | Pittsburgh Steelers   | Mason McCormick          | Guard                | South Dakota State       | MVFC                 | |
| 4     | 120     | Miami Dolphins        | Jaylen Wright            | Runningback          | Tennessee                | SEC                  | Pick von den Rams via Steelers und Eagles erhalten                                                    |
| 4     | 121     | Seattle Seahawks      | A. J. Barner             | Tight End            | Michigan                 | Big Ten              | Pick von den Dolphins via Broncos erhalten                                                            |
| 4     | 122     | Chicago Bears         | Tory Taylor              | Punter               | Iowa                     | Big Ten              | Pick von den Eagles erhalten                                                                          |
| 4     | 123     | Houston Texans        | Cade Stover              | Tight End            | Ohio State               | Big Ten              | Pick von den Browns via Texans und Eagles erhalten                                                    |
| 4     | 124     | San Francisco 49ers   | Malik Mustapha           | Safety               | Wake Forest              | ACC                  | Pick von den Cowboys erhalten                                                                         |
| 4     | 125     | Tampa Bay Buccaneers  | Bucky Irving             | Runningback          | Oregon                   | Pac-12               | |
| 4     | 126     | Detroit Lions         | Giovanni Manu            | Offensive Tackle     | British Columbia         | CWUAA                | Pick von den Packers via Jets erhalten                                                                |
| 4     | 127     | Philadelphia Eagles   | Will Shipley             | Runningback          | Clemson                  | ACC                  | Pick von den Texans erhalten                                                                          |
| 4     | 128     | Buffalo Bills         | Ray Davis                | Runningback          | Kentucky                 | SEC                  | |
| 4     | 129     | San Francisco 49ers   | Isaac Guerendo           | Runningback          | Louisville               | ACC                  | Pick von den Lions via Vikings und Jets erhalten                                                      |
| 4     | 130     | Baltimore Ravens      | T. J. Tampa              | Cornerback           | Iowa State               | Big 12               | |
| 4     | 131     | Kansas City Chiefs    | Jared Wiley              | Tight End            | TCU                      | Big 12               | |
| 4*    | 132     | Detroit Lions         | Sione Vaki               | Runningback          | Utah                     | Pac-12               | Compensatory Pick, Pick von den Eagles via 49ers erhalten                                             |
| 4*    | 133     | Kansas City Chiefs    | Jaden Hicks              | Safety               | Washington State         | Pac-12               | Compensatory Pick, Pick von den Bills erhalten                                                        |
| 4*    | 134     | New York Jets         | Braelon Allen            | Runningback          | Wisconsin                | Big Ten              | Compensatory Pick, Pick von den Ravens erhalten                                                       |
| 4     | 135     | San Francisco 49ers   | Jacob Cowing             | Wide Receiver        | Arizona                  | Pac-12               | [ Anm. 1 ]                                                                                            |
| 5     | 136     | Seattle Seahawks      | Nehemiah Pritchett       | Cornerback           | Auburn                   | SEC                  | Pick von den Panthers via Browns und Broncos erhalten                                                 |
| 5     | 137     | Los Angeles Chargers  | Tarheeb Still            | Cornerback           | Maryland                 | Big Ten              | Pick von den Patriots erhalten                                                                        |
| 5     | 138     | Arizona Cardinals     | Xavier Thomas            | Defensive End        | Clemson                  | ACC                  | |
| 5     | 139     | Washington Commanders | Jordan Magee             | Linebacker           | Temple                   | AAC                  | |
| 5     | 140     | Los Angeles Chargers  | Cam Hart                 | Cornerback           | Notre Dame               | Unabhängig (FBS)     | |
| 5     | 141     | Buffalo Bills         | Sedrick Van Pran-Granger | Center               | Georgia                  | SEC                  | Pick von den Giants via Panthers erhalten                                                             |
| 5     | 142     | Indianapolis Colts    | Anthony Gould            | Wide Receiver        | Oregon State             | Pac-12               | Pick von den Titans via Panthers erhalten                                                             |
| 5     | 143     | Atlanta Falcons       | J. D. Bertrand           | Linebacker           | Notre Dame               | Unabhängig (FBS)     | |
| 5     | 144     | Chicago Bears         | Austin Booker            | Defensive End        | Kansas                   | Big 12               | |
| 5     | 145     | Denver Broncos        | Kris Abrams-Draine       | Cornerback           | Missouri                 | SEC                  | Pick von den Jets erhalten                                                                            |
| 5     | 146     | Tennessee Titans      | Jarvis Brownlee Jr.      | Cornerback           | Louisville               | ACC                  | Pick von den Vikings via Eagles erhalten                                                              |
| 5     | 147     | Denver Broncos        | Audric Estimé            | Runningback          | Notre Dame               | Unabhängig (FBS)     | |
| 5     | 148     | Las Vegas Raiders     | Tommy Eichenberg         | Linebacker           | Ohio State               | Big Ten              | |
| 5     | 149     | Cincinnati Bengals    | Josh Newton              | Cornerback           | TCU                      | Big 12               | |
| 5     | 150     | New Orleans Saints    | Spencer Rattler          | Quarterback          | South Carolina           | SEC                  | |
| 5     | 151     | Indianapolis Colts    | Jaylon Carlies           | Safety               | Missouri                 | SEC                  | |
| 5     | 152     | Philadelphia Eagles   | Ainias Smith             | Wide Receiver        | Texas A&M                | SEC                  | Pick von den Seahawks via Commanders erhalten                                                         |
| 5     | 153     | Jacksonville Jaguars  | Deantre Prince           | Cornerback           | Ole Miss                 | SEC                  | |
| 5     | 154     | Los Angeles Rams      | Brennan Jackson          | Defensive End        | Washington State         | Pac-12               | |
| 5     | 155     | Philadelphia Eagles   | Jeremiah Trotter Jr.     | Linebacker           | Clemson                  | ACC                  | Pick von den Steelers via Rams, Panthers und Colts erhalten                                           |
| 5     | 156     | Cleveland Browns      | Jamari Thrash            | Wide Receiver        | Louisville               | ACC                  | Pick von den Eagles via Cardinals erhalten                                                            |
| 5     | 157     | Carolina Panthers     | Chau Smith-Wade          | Cornerback           | Washington State         | Pac-12               | Pick von den Browns via Vikings und Jets erhalten                                                     |
| 5     | 158     | Miami Dolphins        | Mohamed Kamara           | Defensive End        | Colorado State           | MW                   | |
| 5     | 159     | Kansas City Chiefs    | Hunter Nourzad           | Center               | Penn State               | Big Ten              | Pick von den Cowboys erhalten                                                                         |
| 5     | 160     | Buffalo Bills         | Edefuan Ulofoshio        | Linebacker           | Washington               | Pac-12               | Pick von den Packers erhalten                                                                         |
| 5     | 161     | Washington Commanders | Dominique Hampton        | Safety               | Washington               | Pac-12               | Pick von den Buccaneers via Eagles erhalten                                                           |
| 5     | 162     | Arizona Cardinals     | Christian Jones          | Offensive Tackle     | Texas                    | Big 12               | Pick von den Texans erhalten                                                                          |
| 5     | 163     | Green Bay Packers     | Jacob Monk               | Center               | Duke                     | ACC                  | Pick von den Bills erhalten                                                                           |
| 5     | 164     | Indianapolis Colts    | Jaylin Simpson           | Safety               | Auburn                   | SEC                  | Pick von den Lions via Eagles erhalten                                                                |
| 5     | 165     | Baltimore Ravens      | Rasheen Ali              | Runningback          | Marshall                 | Sun Belt             | |
| 5     | 166     | New York Giants       | Tyrone Tracy Jr.         | Runningback          | Purdue                   | Big Ten              | Pick von den 49ers via Panthers erhalten                                                              |
| 5     | 167     | Jacksonville Jaguars  | Keilan Robinson          | Runningback          | Texas                    | Big 12               | Pick von den Chiefs via Vikings erhalten                                                              |
| 5*    | 168     | Buffalo Bills         | Javon Solomon            | Defensive End        | Troy                     | Sun Belt             | Compensatory Pick, Pick von den Saints via Packers erhalten                                           |
| 5*    | 169     | Green Bay Packers     | Kitan Oladapo            | Safety               | Oregon State             | Pac-12               | Compensatory Pick                                                                                     |
| 5*    | 170     | New Orleans Saints    | Bub Means                | Wide Receiver        | Pittsburgh               | ACC                  | Compensatory Pick                                                                                     |
| 5*    | 171     | New York Jets         | Jordan Travis            | Quarterback          | Florida State            | ACC                  | Compensatory Pick, Pick von den Eagles erhalten                                                       |
| 5*    | 172     | Philadelphia Eagles   | Trevor Keegan            | Guard                | Michigan                 | Big Ten              | Compensatory Pick                                                                                     |
| 5*    | 173     | New York Jets         | Isaiah Davis             | Runningback          | South Dakota State       | MVFC                 | Compensatory Pick, Pick von den Chiefs via 49ers erhalten                                             |
| 5*    | 174     | Dallas Cowboys        | Caelen Carson            | Cornerback           | Wake Forest              | ACC                  | Compensatory Pick                                                                                     |
| 5*    | 175     | New Orleans Saints    | Jaylan Ford              | Linebacker           | Texas                    | Big 12               | Compensatory Pick                                                                                     |
| 5*    | 176     | New York Jets         | Qwan’tez Stiggers        | Cornerback           | –                        | –                    | Compensatory Pick, Pick von den 49ers erhalten. Von Toronto Argonauts der Canadian Football League.   |
| 6     | 177     | Minnesota Vikings     | Walter Rouse             | Offensive Tackle     | Oklahoma                 | Big 12               | Pick von den Panthers via Jaguars erhalten                                                            |
| 6     | 178     | Pittsburgh Steelers   | Logan Lee                | Defensive Tackle     | Iowa                     | Big Ten              | Pick von den Cardinals via Panthers erhalten                                                          |
| 6     | 179     | Seattle Seahawks      | Sataoa Laumea            | Guard                | Utah                     | Pac-12               | Pick von den Commanders erhalten                                                                      |
| 6     | 180     | New England Patriots  | Marcellas Dial           | Cornerback           | South Carolina           | SEC                  | |
| 6     | 181     | Los Angeles Chargers  | Kimani Vidal             | Runningback          | Troy                     | Sun Belt             | |
| 6     | 182     | Tennessee Titans      | Jha’Quan Jackson         | Wide Receiver        | Tulane                   | AAC                  | Pick von den Titans via Eagles erhalten                                                               |
| 6     | 183     | New York Giants       | Darius Muasau            | Linebacker           | UCLA                     | Pac-12               | |
| 6     | 184     | Miami Dolphins        | Malik Washington         | Wide Receiver        | University of Virginia   |                      | Pick von den Bears erhalten                                                                           |
| 6     | 185     | Philadelphia Eagles   | Johnny Wilson            | Wide Receiver        | Florida State            | ACC                  | Pick von den Jets erhalten                                                                            |
| 6     | 186     | Atlanta Falcons       | Jase McClellan           | Runningback          | Alabama                  | SEC                  | Pick von den Vikings via Cardinals erhalten                                                           |
| 6     | 187     | Atlanta Falcons       | Casey Washington         | Wide Receiver        | Illinois                 | Big Ten              | |
| 6     | 188     | Houston Texans        | Jamal Hill               | Linebacker           | Oregon                   | Pac-12               | Pick von den Raiders via Patriots und Vikings erhalten                                                |
| 6     | 189     | Detroit Lions         | Mekhi Wingo              | Defensive Tackle     | LSU                      | SEC                  | Pick von den Broncos via Rams, Bills und Texans erhalten                                              |
| 6     | 190     | Philadelphia Eagles   | Dylan McMahon            | Center               | NC State                 | ACC                  | Pick von den Saints via Packers und Jets erhalten                                                     |
| 6     | 191     | Arizona Cardinals     | Tejhaun Palmer           | Wide Receiver        | UAB                      | AAC                  | Pick von den Colts erhalten                                                                           |
| 6     | 192     | Seattle Seahawks      | D. J. James              | Cornerback           | Auburn                   | SEC                  | |
| 6     | 193     | New England Patriots  | Joe Milton               | Quarterback          | Tennessee                | SEC                  | Pick von den Jaguars erhalten                                                                         |
| 6     | 194     | Cincinnati Bengals    | Tanner McLachlan         | Tight End            | Arizona                  | Pac-12               | |
| 6     | 195     | Pittsburgh Steelers   | Ryan Watts               | Cornerback           | Texas                    | Big 12               | |
| 6     | 196     | Los Angeles Rams      | Tyler Davis              | Defensive Tackle     | Clemson                  | ACC                  | |
| 6     | 197     | Atlanta Falcons       | Zion Logue               | Defensive Tackle     | Georgia                  | SEC                  | Pick von den Browns erhalten                                                                          |
| 6     | 198     | Miami Dolphins        | Patrick McMorris         | Safety               | California               | Pac-12               | |
| 6     | 199     | New Orleans Saints    | Khristian Boyd           | Defensive Tackle     | Northern Iowa            | MVFC                 | Pick von den Eagles erhalten                                                                          |
| 6     | 200     | Carolina Panthers     | Jaden Crumedy            | Defensive Tackle     | Mississippi State        | SEC                  | Pick von den Cowboys via Texans und Bills erhalten                                                    |
| 6     | 201     | Indianapolis Colts    | Micah Abraham            | Cornerback           | Marshall                 | Sun Belt             | Pick von den Buccaneers erhalten                                                                      |
| 6     | 202     | Green Bay Packers     | Travis Glover            | Offensive Tackle     | Georgia State            | Sun Belt             | |
| 6     | 203     | Minnesota Vikings     | Will Reichard            | Kicker               | Alabama                  | SEC                  | Pick von den Texans via Browns, Broncos und Jets erhalten                                             |
| 6     | 204     | Buffalo Bills         | Tylan Grable             | Offensive Tackle     | UCF                      | Big 12               | |
| 6     | 205     | Houston Texans        | Jawhar Jordan            | Runningback          | Louisville               | ACC                  | Pick von den Lions erhalten                                                                           |
| 6     | 206     | Cleveland Browns      | Nathaniel Watson         | Linebacker           | Mississippi State        | SEC                  | Pick von den Ravens erhalten                                                                          |
| 6     | 207     | Seattle Seahawks      | Michael Jerrell          | Offensive Tackle     | Findlay                  | G-MAC                | Pick von den 49ers via Broncos erhalten                                                               |
| 6     | 208     | Las Vegas Raiders     | Dylan Laube              | Runningback          | New Hampshire            | CAA                  | Pick von den Chiefs erhalten                                                                          |
| 6*    | 209     | Los Angeles Rams      | Joshua Karty             | Kicker               | Stanford                 | Pac-12               | Compensatory Pick                                                                                     |
| 6*    | 210     | Detroit Lions         | Christian Mahogany       | Guard                | Boston College           | ACC                  | Compensatory Pick, Pick von den Eagles erhalten                                                       |
| 6*    | 211     | Kansas City Chiefs    | Kamal Hadden             | Cornerback           | Tennessee                | SEC                  | Compensatory Pick, Pick von den 49ers erhalten                                                        |
| 6*    | 212     | Jacksonville Jaguars  | Cam Little               | Kicker               | Arkansas                 | SEC                  | Compensatory Pick                                                                                     |
| 6*    | 213     | Los Angeles Rams      | Jordan Whittington       | Wide Receiver        | Texas                    | SEC                  | Compensatory Pick                                                                                     |
| 6*    | 214     | Cincinnati Bengals    | Cedric Johnson           | Defensive End        | Ole Miss                 | SEC                  | Compensatory Pick                                                                                     |
| 6*    | 215     | San Francisco 49ers   | Jarrett Kingston         | Guard                | USC                      | Pac-12               | Compensatory Pick                                                                                     |
| 6*    | 216     | Dallas Cowboys        | Ryan Flournoy            | Wide Receiver        | Southeast Missouri State | BSC–OVC              | Compensatory Pick                                                                                     |
| 6*    | 217     | Los Angeles Rams      | Beaux Limmer             | Center               | Arkansas                 | SEC                  | Compensatory Pick                                                                                     |
| 6*    | 218     | Baltimore Ravens      | Devin Leary              | Quarterback          | Kentucky                 | SEC                  | Compensatory Pick, Pick von den Jets erhalten                                                         |
| 6*    | 219     | Buffalo Bills         | Daequan Hardy            | Cornerback           | Penn State               | Big Ten              | Compensatory Pick                                                                                     |
| 6*    | 220     | Tampa Bay Buccaneers  | Elijah Klein             | Guard                | UTEP                     | C-USA                | Compensatory Pick                                                                                     |
| 7     | 221     | Buffalo Bills         | Travis Clayton           | Offensive Tackle     | –                        | –                    | Pick von den Panthers via Titans und Kansas City erhalten Vom englischen Rugbyverein Basingstoke RFC. |
| 7     | 222     | Washington Commanders | Javontae Jean-Baptiste   | Defensive End        | Notre Dame               | Unabhängig (FBS)     | |
| 7     | 223     | Las Vegas Raiders     | Trey Taylor              | Safety               | Air Force                | MW                   | Pick von den Patriots erhalten                                                                        |
| 7     | 224     | Cincinnati Bengals    | Daijahn Anthony          | Safety               | Ole Miss                 | SEC                  | Pick von den Cardinals via Texans erhalten                                                            |
| 7     | 225     | Los Angeles Chargers  | Brenden Rice             | Wide Receiver        | USC                      | Pac-12               | |
| 7     | 226     | Arizona Cardinals     | Jaden Davis              | Cornerback           | Miami (FL)               | ACC                  | Pick von den Giants erhalten                                                                          |
| 7     | 227     | Cleveland Browns      | Myles Harden             | Cornerback           | South Dakota             | MVFC                 | |
| 7     | 228     | Baltimore Ravens      | Nick Samac               | Center               | Michigan State           | Big Ten              | Pick von den Jets erhalten                                                                            |
| 7     | 229     | Las Vegas Raiders     | M. J. Devonshire         | Cornerback           | Pittsburgh               | ACC                  | Pick von den Vikings erhalten                                                                         |
| 7     | 230     | Minnesota Vikings     | Michael Jurgens          | Center               | Wake Forest              | ACC                  | Pick von den Falcons via Bronwns und Cardinals erhalten                                               |
| 7     | 231     | New England Patriots  | Jaheim Bell              | Tight End            | Florida State            | ACC                  | Pick von den Bears erhalten                                                                           |
| 7     | 232     | Minnesota Vikings     | Levi Drake Rodriguez     | Defensive Tackle     | Texas A&M–Commerce       | Southland            | Pick von den Broncos via 49ers und Texans erhalten                                                    |
| 7     | 233     | Dallas Cowboys        | Nathan Thomas            | Offensive Tackle     | Louisiana                | Sun Belt             | Pick von den Raiders erhalten                                                                         |
| 7     | 234     | Indianapolis Colts    | Jonah Laulu              | Defensive Tackle     | Oklahoma                 | Big 12               | |
| 7     | 235     | Denver Broncos        | Devaughn Vele            | Wide Receiver        | Utah                     | Pac-12               | Pick von den Seahawks erhalten                                                                        |
| 7     | 236     | Jacksonville Jaguars  | Myles Cole               | Defensive End        | Texas Tech               | Big 12               | |
| 7     | 237     | Cincinnati Bengals    | Matt Lee                 | Center               | Miami (FL)               | ACC                  | |
| 7     | 238     | Houston Texans        | Solomon Byrd             | Defensive End        | USC                      | Pac-12               | Pick von den Saints erhalten                                                                          |
| 7     | 239     | New Orleans Saints    | Josiah Ezirim            | Offensive Tackle     | Eastern Kentucky         | UAC                  | Pick von den Broncos via Rams erhalten                                                                |
| 7     | 240     | Carolina Panthers     | Michael Barrett          | Linebacker           | Michigan                 | Big Ten              | Pick von den Steelers erhalten                                                                        |
| 7     | 241     | Miami Dolphins        | Tahj Washington          | Wide Receiver        | USC                      | Pac-12               | |
| 7     | 242     | Tennessee Titans      | James Williams           | Safety               | Miami (FL)               | ACC                  | Pick von den Eagles erhalten                                                                          |
| 7     | 243     | Cleveland Browns      | Jowon Briggs             | Defensive Tackle     | Cincinnati               | Big 12               | |
| 7     | 244     | Dallas Cowboys        | Justin Rogers            | Defensive Tackle     | Auburn                   | SEC                  | |
| 7     | 245     | Green Bay Packers     | Michael Pratt            | Quarterback          | Tulane                   | AAC                  | |
| 7     | 246     | Tampa Bay Buccaneers  | Devin Culp               | Tight End            | Washington               | Pac-12               | |
| 7     | 247     | Houston Texans        | Marcus Harris            | Defensive Tackle     | Auburn                   | SEC                  | |
| 7     | 248     | Kansas City Chiefs    | C. J. Hanson             | Guard                | Holy Cross               | Patriot              | Pick von den Bills erhalten                                                                           |
| 7     | 249     | Houston Texans        | LaDarius Henderson       | Guard                | Michigan                 | Big Ten              | Pick von den Lions erhalten                                                                           |
| 7     | 250     | Baltimore Ravens      | Sanoussi Kane            | Safety               | Purdue                   | Big Ten              | |
| 7     | 251     | San Francisco 49ers   | Tatum Bethune            | Linebacker           | Florida State            | ACC                  | |
| 7     | 252     | Tennessee Titans      | Jaylen Harrell           | Defensive End        | Michigan                 | Big Ten              | Pick von den Chiefs erhalten                                                                          |
| 7*    | 253     | Los Angeles Chargers  | Cornelius Johnson        | Wide Receiver        | Michigan                 | Big Ten              | Compensatory Pick                                                                                     |
| 7*    | 254     | Los Angeles Rams      | K. T. Leveston           | Guard                | Kansas State             | Big 12               | Compensatory Pick                                                                                     |
| 7*    | 255     | Green Bay Packers     | Kalen King               | Cornerback           | Penn State               | Big Ten              | Compensatory Pick                                                                                     |
| 7*    | 256     | Denver Broncos        | Nick Gargiulo            | Center               | South Carolina           | SEC                  | Compensatory Pick, Pick von den Jets erhalten                                                         |
| 7*    | 257     | New York Jets         | Jaylen Key               | Safety               | Alabama                  | SEC                  | Compensatory Pick                                                                                     |

1. ↑  Als Strafe für unstimmige Gehaltsabrechnungen wurde der Viertrundenpick (131.) der 49ers an das Ende der vierten Runde verschoben.

## Trades
Bei den Trades bedeutet der Hinweis (VD), dass der Trade vor dem Draft abgeschlossen wurde (Vor dem Draft) und der Hinweis (D) bedeutet, dass der Trade während des Draftes abgeschlossen wurde.

### Runde 1
1. ↑  Pick 1: Carolina Panthers → Chicago Bears (VD): Carolina tauschte u. a. diesen Pick gegen den ersten Pick 2023 von Chicago.
2. ↑  Pick 10: New York Jets → Minnesota Vikings (D): Die Jets tauschten u. a. diesen Pick gegen einen Erst-, Viert- und Fünftrundenpick (11., 129., 157.) der Vikings.
3. ↑  Pick 11: Minnesota Vikings → New York Jets (D): Siehe Pick 10.
4. ↑  Pick 17: Jacksonville Jaguars → Minnesota Vikings (D): Die Jaguars tauschten diesen Pick gegen einen diesjährigen Erst- und Fünftrundenpick (23., 167.) sowie einen Dritt- und Viertrundenpick 2025 der Vikings.
5. ↑  Pick 23: Cleveland Browns → Houston Texans (VD) → Minnesota Vikings (VD) → Jacksonville Jaguars (D):
  - Die Browns tauschten u. a. diesen Pick gegen Texans' QB Deshaun Watson und einen diesjährigen Sechstrundenpick.
  - Die Texans tauschten u. a. diesen Pick gegen einen diesjährigen Zweit- und Sechstrundenpick (42., 188.) sowie einen Zweitrundenpick 2025 der Vikings.
  - Für MIN → JAC siehe Pick 17.
6. ↑  Pick 24: Dallas Cowboys → Detroit Lions (D): Die Cowboys tauschten u. a. diesen Pick gegen einen Erst- und Drittrundenpick (29., 73.) der Lions.
7. ↑  Pick 27: Houston Texans → Arizona Cardinals (VD): Die Texans tauschten u. a. diesen Pick gegen einen Erst- und Viertrundenpick 2023 der Cardinals.
8. ↑  Pick 28: Buffalo Bills → Kansas City Chiefs (D): Die Bills tauschten u. a. diesen Pick gegen einen Erst-, Dritt- und Siebtrundenpick (32., 95., 221.) der Chiefs.
9. ↑  Pick 29: Detroit Lions → Dallas Cowboys (D): Siehe Pick 24.
10. ↑  Pick 32: Kansas City Chiefs → Buffalo Bills (D) → Carolina Panthers (D):
  - Für KC → BUF siehe Pick 28.
  - Die Bills tauschten u. a. diesen Pick gegen einen Zweit- und Fünftrundenpick (33., 141.)  der Panthers.

### Runde 2
1. ↑  Pick 33: Carolina Panthers → Buffalo Bills (D): Siehe Pick 32.
2. ↑  Pick 34: New England Patriots → Los Angeles Chargers (D): Die Patriots tauschten u. a. diesen Pick gegen einen Zweit- und Viertrundenpick (37., 110.) der Chargers.
3. ↑  Pick 35: Arizona Cardinals → Atlanta Falcons (D): Die Cardinals tauschten u. a. diesen Pick gegen einen Zweit- und Drittrundenpick (43., 79.) der Falcons.
4. ↑  Pick 37: Los Angeles Chargers → New England Patriots (D): Siehe Pick 34.
5. ↑  Pick 39: New York Giants → Carolina Panthers (VD) → Los Angeles Rams (D):
  - Die Giants tauschten u. a. diesen Pick gegen Panthers' LB Brian Burns und einen Fünftrundenpick.
  - Die Panthers tauschten diesen Pick gegen einen diesjährigen Zweit- und Fünftrundenpick (52., 155.) sowie einen Zweitrundenpick 2025 der Rams.
6. ↑  Pick 40: Chicago Bears → Washington Commanders (VD) → Philadelphia Eagles (D):
  - Die Bears tauschten diesen Pick gegen Commanders' DE Montez Sweat.
  - Die Commanders tauschten u. a. diesen Pick gegen zwei Zweit- und einen Fünftrundenpick (50., 53., 161.) der Eagles.
7. ↑  Pick 41: New York Jets → Green Bay Packers (VD) → New Orleans Saints (D):
  - Die Jets tauschten u. a. diesen Pick gegen Packers' QB Aaron Rodgers sowie einen Erst- und Fünftrundenpick 2023.
  - Die Packers tauschten diesen Pick gegen einen Zweit-, Fünft- und Sechstrundenpick (45., 168., 190.) der Saints.
8. ↑  Pick 42: Minnesota Vikings → Houston Texans (VD): Siehe Pick 23.
9. ↑  Pick 43: Atlanta Falcons → Arizona Cardinals (D): Siehe Pick 35.
10. ↑  Pick 45: Denver Broncos → New Orleans Saints (VD) → Green Bay Packers (D):
  - Die Broncos tauschten u. a. diesen Pick gegen New Orleans' Trainerrechten an Head Coach Sean Payton.
  - Für NO → GB siehe Pick 41.
11. ↑  Pick 46: Indianapolis Colts → Carolina Panthers (D): Die Colts tauschten diesen Pick gegen einen Zweit- und zwei Fünftrundenpicks (52., 142., 155.) der Panthers.
12. ↑  Pick 47: Seattle Seahawks → New York Giants (VD): Seattle tauschte u. a. diesen Pick gegen Giants' DT Leonard Williams .
13. ↑  Pick 50: New Orleans Saints → Philadelphia Eagles (VD) → Washington Commanders (D):
  - Die Saints tauschten u. a. diesen Pick gegen zwei Erstrundenpicks 2022 und einen Sechstrundenpick 2023 der Eagles.
  - Für PHI → WAS siehe Pick 40.
14. ↑  Pick 52: Los Angeles Rams → Carolina Panthers (D) → Indianapolis Colts (D):
  - Für LAR → CAR siehe Pick 39.
  - Für CAR → IND siehe Pick 46.
15. ↑  Pick 53: Philadelphia Eagles → Washington Commanders (D): Siehe Pick 40.
16. ↑  Pick 63: San Francisco 49ers → Kansas City Chiefs (D): Die 49ers tauschten u. a. diesen Pick gegen einen Zweit- und Fünftrundenpick (64., 173.) der Chiefs.
17. ↑  Pick 64: Kansas City Chiefs → San Francisco 49ers (D): Siehe Pick 63.
18. ↑  Pick 90: Houston Texans → Arizona Cardinals (VD): Siehe Pick 27.

### Runde 3
1. ↑  Pick 65: Carolina Panthers → New York Jets (D): Die Panthers tauschten diesen Pick gegen einen Dritt- und Fünftrundenpick (72., 157.) der Jets.
2. ↑  Pick 71: Tennessee Titans → Arizona Cardinals (VD): Die Titans tauschten u. a. diesen Pick gegen einen Zweit- und Drittrundenpick 2023 der Cardinals.
3. ↑  Pick 72: New York Jets → Carolina Panthers (D): Siehe Pick 65.
4. ↑  Pick 73: Minnesota Vikings → Detroit Lions (VD) → Dallas Cowboys (D):
  - Die Vikings tauschten u. a. diesen Pick gegen Lions' TE T. J. Hockenson sowie einen dies- und einen letztjährigen Viertrundenpick.
  - Für DET → DAL siehe Pick 24.
5. ↑  Pick 78: Seattle Seahawks → Washington Commanders (VD) → Philadelphia Eagles (D) → Houston Texans (D):
  - Die Seahawks tauschten u. a. diesen Pick gegen Commanders' QB Sam Howell und einen Viert- und Sechstrundenpick (102., 179.).
  - Für WAS → PHI siehe Pick 40.
  - Die Eagles tauschten diesen Pick gegen einen Dritt- und Viertrundenpick (86., 123.) der Texans.
6. ↑  Pick 79: Jacksonville Jaguars → Atlanta Falcons (VD) → Arizona Cardinals (D) → Indianapolis Colts (D):
  - Die Jaguars tauschten u. a. diesen Pick gegen Falcons' WR Calvin Ridley.
  - Für ATL → ARI siehe Pick 35.
  - Die Cardinals tauschten diesen Pick gegen einen Dritt- und Sechstrundenpick (82., 191.) der Colts.
7. ↑  Pick 81: New Orleans Saints → Denver Broncos → Seattle Seahawks (VD):
  - Für NO → DEN siehe Pick 45.
  - Die Broncos tauschten u. a. diesen Pick gegen einen Drittrundenpick 2023 der Seahawks.
8. ↑  Pick 82: Indianapolis Colts → Arizona Cardinals (D): Siehe Pick 79.
9. ↑  Pick 86: Philadelphia Eagles → Houston Texans (VD) → Philadelphia Eagles (D) → San Francisco 49ers (D):
  - Die Eagles tauschten diesen Pick gegen einen Drittrundenpick 2023 der Texans.
  - Für HOU → PHI siehe Pick 78.
  - Die Eagles tauschten diesen Pick gegen einen Dritt- und Viertrundenpick (94., 132.) der 49ers.
10. ↑  Pick 91: Buffalo Bills → Green Bay Packers (VD): Die Bills tauschten diesen Pick gegen Packers' CB Rasul Douglas und einen Fünftrundenpick (160.).
11. ↑  Pick 92: Detroit Lions → Tampa Bay Buccaneers (VD): Die Lions tauschten diesen Pick gegen Buccaneers' CB Carlton Davis sowie je einen dies- und nächstjährigen Sechstrundenpick.
12. ↑  Pick 94: San Francisco 49ers → Philadelphia Eagles (D): Siehe Pick 86.
13. ↑  Pick 95: Kansas City Chiefs → Buffalo Bills (D): Siehe Pick 28.
14. ↑  Pick 98: Philadelphia Eagles → Pittsburgh Steelers (VD): Die Eagles tauschten u. a. diesen Pick gegen Steelers' QB Kenny Pickett und einen Viertrundenpick (120.).
15. ↑  Pick 100: San Francisco 49ers → Washington Commanders (VD): Die 49ers tauschten diesen Pick gegen Commanders' DE Chase Young.

### Runde 4
1. ↑  Pick 102: Washington Commanders → Seattle Seahawks (VD) → Denver Broncos (D):
  - Für WAS → SEA siehe Pick 78.
  - Die Seahawks tauschten u. a. diesen Pick gegen einen Viert-, Fünft- und Sechstrundenpick (121., 136., 207.) der Broncos.
2. ↑  Pick 110: Chicago Bears → Los Angeles Chargers (VD) → New England Patriots (D):
  - Die Bears tauschten diesen Pick gegen Chargers' WR Keenan Allen.
  - Für LAC → NE siehe Pick 34.
3. ↑  Pick 111: New York Jets → Green Bay Packers (D): Die Jets tauschten diesen Pick gegen einen Viert- und Sechstrundenpick (126., 190.) der Packers.
4. ↑  Pick 113: Denver Broncos → New York Jets (VD) → Baltimore Ravens (VD):
  - Die Broncos tauschten diesen Pick gegen Jets' DE Jacob Martin und einen Fünftrundenpick (145.).
  - Die Jets tauschten u. a. diesen Pick gegen Ravens' OT Morgan Moses und einen Viertrundenpick (134.).
5. ↑  Pick 116: New Orleans Saints → Jacksonville Jaguars (VD): Die Saints tauschten u. a. diesen Pick gegen einen Viertrundenpick 2023 der Jaguars.
6. ↑  Pick 120: Los Angeles Rams → Pittsburgh Steelers (VD) → Philadelphia Eagles (VD) → Miami Dolphins (D):
  - Die Rams tauschten u. a. diesen Pick gegen Steelers' OG Kevin Dotson, einen diesjährigen Viert- und nächstjährigen Fünftrundenpick.
  - Für PIT → PHI siehe Pick 98.
  - Die Eagles tauschten diesen Pick gegen einen Drittrundenpick 2025 der Dolphins.
7. ↑  Pick 121: Miami Dolphins → Denver Broncos (VD) → Seattle Seahawks (D):
  - Die Dolphins tauschten u. a. diesen Pick gegen Broncos' LB Bradley Chubb und einen Fünftrundenpick 2025.
  - Für DEN → SEA siehe Pick 102.
8. ↑  Pick 122: Philadelphia Eagles → Chicago Bears (VD): Die Eagles tauschten u. a. diesen Pick gegen einen Erstrundenpick 2023 der Bears.
9. ↑  Pick 123: Cleveland Browns → Houston Texans (VD) → Philadelphia Eagles (D) → Houston Texans (D):
  - Für CLE → HOU siehe Pick 23.
  - Für HOU → PHI siehe Pick 78.
  - Die Eagles tauschten diesen Pick gegen einen diesjährigen Viert- (127.) und nächstjährigen Fünftrundenpick der Texans.
10. ↑  Pick 124: Dallas Cowboys → San Francisco 49ers (VD): Dallas tauschte diesen Pick gegen 49ers' QB Trey Lance.
11. ↑  Pick 126: Green Bay Packers → New York Jets (D) → Detroit Lions (D):
  - Für GB → NYJ siehe Pick 111.
  - Die Jets tauschten diesen Pick gegen einen Drittrundenpick 2025 der Lions.
12. ↑  Pick 127: Houston Texans → Philadelphia Eagles (D): Siehe Pick 123.
13. ↑  Pick 129: Detroit Lions → Minnesota Vikings (VD) → New York Jets (D) → San Francisco 49ers (D):
  - Für DET → MIN siehe Pick 73.
  - Für MIN → NYJ siehe Pick 10.
  - Die Jets tauschten diesen Pick gegen zwei Fünftrundenpicks (173., 176.) der 49ers.
14. ↑  Pick 132: San Francisco 49ers → Philadelphia Eagles (D) → Detroit Lions (D):
  - Für SF → PHI siehe Pick 86.
  - Die Eagles tauschten u. a. diesen Pick gegen einen diesjährigen Fünft- und Sechstrundenpick (164., 201.) und einen nächstjährigen Viertrundenpick der Lions.
15. ↑  Pick 133: Buffalo Bills → Kansas City Chiefs (D): Siehe Pick 28.
16. ↑  Pick 134: Baltimore Ravens → New York Jets (VD): Siehe Pick 113.

### Runde 5
1. ↑  Pick 136: Carolina Panthers → Cleveland Browns (VD) → Denver Broncos (VD) → Seattle Seahawks (D):
  - Die Panthers tauschten diesen Pick gegen Browns' QB Baker Mayfield.
  - Die Browns tauschten u. a. diesen Pick gegen Broncos' WR Jerry Jeudy.
  - Für DEN → SEA siehe Pick 102.
2. ↑  Pick 137: New England Patriots → Los Angeles Chargers (D): Siehe Pick 34.
3. ↑  Pick 141: New York Giants → Carolina Panthers (VD) → Buffalo Bills (D):
  - Für NYG → CAR siehe Pick 39.
  - Für CAR → BUF siehe Pick 32.
4. ↑  Pick 142: Tennessee Titans → Carolina Panthers (VD) → Indianapolis Colts (D):
  - Die Titans tauschten diesen Pick gegen Panthers' OT Dennis Daley und einen diesjährigen Siebtrundenpick (221.).
  - Für CAR → IND siehe Pick 46.
5. ↑  Pick 145: New York Jets → Denver Broncos (VD): Siehe Pick 113.
6. ↑  Pick 146: Minnesota Vikings → Philadelphia Eagles → Tennessee Titans (VD):
  - Die Vikings tauschten u. a. diesen Pick gegen Eagles' WR Jalen Reagor.
  - Die Eagles tauschten u. a. diesen Pick gegen Titans' S Kevin Byard.
7. ↑  Pick 152: Seattle Seahawks → Washington Commanders (VD) → Philadelphia Eagles (D):
  - Für SEA → WAS siehe Pick 78.
  - Für WAS → PHI siehe Pick 40.
8. ↑  Pick 155: Pittsburgh Steelers → Los Angeles Rams (VD) → Carolina Panthers (D) → Indianapolis Colts (D) → Philadelphia Eagles (D):
  - Für PIT → LAR siehe Pick 120.
  - Für LAR → CAR siehe Pick 39.
  - Für CAR → IND siehe Pick 46.
  - Die Colts tauschten diesen Pick gegen einen Fünft- und Sechstrundenpick (164., 201.) der Eagles.
9. ↑  Pick 156: Philadelphia Eagles → Arizona Cardinals → Cleveland Browns (VD):
  - Die Eagles tauschten u. a. diesen Pick gegen einen Drittrundenpick 2023 der Cardinals.
  - Die Cardinals tauschten diesen Pick gegen Browns' QB Joshua Dobbs und einen Siebtrundenpick (230.).
10. ↑  Pick 157: Cleveland Browns → Minnesota Vikings (VD) → New York Jets (D) → Carolina Panthers (D):
  - Die Browns tauschten diesen Pick gegen Vikings' DE Za'Darius Smith sowie einen Sechst- und Siebtrundenpick 2025.
  - Für MIN → NYJ siehe Pick 10.
  - Für NYJ → CAR siehe Pick 65.
11. ↑  Pick 159: Dallas Cowboys → Kansas City Chiefs (VD): Die Cowboys tauschten diesen Pick gegen einen Sechstrundenpick 2023 der Chiefs.
12. ↑  Pick 160: Green Bay Packers → Buffalo Bills (VD): Siehe Pick 91.
13. ↑  Pick 161: Tampa Bay Buccaneers → Philadelphia Eagles (VD) → Washington Commanders (D):
  - Die Buccaneers tauschten diesen Pick gegen einen Sechstrundenpick 2023 der Eagles.
  - Für PHI → WAS siehe Pick 40.
14. ↑  Pick 162: Houston Texans → Arizona Cardinals (VD): Houston tauschte diesen Pick gegen Cardinals' OT Josh Jones sowie einen Siebtrundenpick (224.).
15. ↑  Pick 163: Buffalo Bills → Green Bay Packers (D): Die Bills tauschten diesen Pick gegen einen Fünft- und Sechstrundenpick (168., 219.) der Packers.
16. ↑  Pick 164: Detroit Lions → Philadelphia Eagles (D) → Indianapolis Colts (D):
  - Für DET → PHI siehe Pick 132.
  - Für PHI → IND siehe Pick 155.
17. ↑  Pick 166: San Francisco 49ers → Carolina Panthers (VD) → New York Giants (VD):
  - Die 49ers tauschten u. a. diesen Pick gegen Panthers' RB Christian McCaffrey.
  - Für CAR → NYG siehe Pick 39.
18. ↑  Pick 167: Kansas City Chiefs → Minnesota Vikings (VD) → Jacksonville Jaguars (D):
  - Die Chiefs tauschten u. a. diesen Pick gegen einen Viertrundenpick 2023 der Vikings.
  - Für MIN → JAC siehe Pick 17.
19. ↑  Pick 168: New Orleans Saints → Green Bay Packers (D) → Buffalo Bills (D):
  - Für NO → GB siehe Pick 41.
  - Für GB → BUF siehe Pick 163.
20. ↑  Pick 171: Philadelphia Eagles → New York Jets (D): Die Eagles tauschten diesen Pick gegen zwei Sechstrundenpicks (185., 190.) der Jets.
21. ↑  Pick 173: Kansas City Chiefs → San Francisco 49ers (D) → New York Jets (D):
  - Für KC → SF siehe Pick 63.
  - Für SF → NYJ siehe Pick 129.
22. ↑  Pick 176: San Francisco 49ers → New York Jets (D): Siehe Pick 129.

### Runde 6
1. ↑  Pick 176: Carolina Panthers → Jacksonville Jaguars → Minnesota Vikings (VD): Carolina tauschte u. a. diesen Pick gegen Jaguars' WR Laviska Shenault. Jacksonville tauschte diesen Pick gegen Vikings' OG Ezra Cleveland.
2. ↑  Pick 177: Arizona Cardinals → Carolina Panthers (VD): Arizona tauschte u. a. diesen Pick gegen Panthers' WR Robbie Chosen.
3. ↑  Pick 181: Tennessee Titans → Philadelphia Eagles → Tennessee Titans (VD): Tennessee tauschte diesen Pick gegen Eagles' S Ugo Amadi und einen Siebtrundenpick. Für PHI → TEN siehe Pick 145.
4. ↑  Pick 183: Chicago Bears → Miami Dolphins (VD): Chicago tauschte diesen Pick gegen Dolphins OG Dan Feeney.
5. ↑  Pick 185: Minnesota Vikings → Arizona Cardinals (VD): Minnesota tauschte diesen Pick gegen Cardinals' QB Joshua Dobbs und einen diesjährigen Siebtrundenpick.
6. ↑  Pick 187: Las Vegas Raiders → New England Patriots → Minnesota Vikings (VD): Las Vegas tauschte diesen Pick gegen Patriots' OT Justin Herron und einen Siebtrundenpick. New England tauschte diesen Pick gegen Vikings' OT Vederian Lowe.
7. ↑  Pick 188: Denver Broncos → Los Angeles Rams → Buffalo Bills (VD): Denver tauschte diesen Pick gegen Rams' LB Kenny Young und einen Siebtrundenpick. Los Angeles tauschte u. a. diesen Pick gegen einen Sechstrundenpick 2023 der Bills.
8. ↑  Pick 196: Cleveland Browns → Atlanta Falcons (VD): Cleveland tauschte diesen Pick gegen Falcons' LB Deion Jones und einen Siebtrundenpick.
9. ↑  Pick 198: Philadelphia Eagles → New Orleans Saints (VD): Philadelphia tauschte u. a. diesen Pick gegen Saints' S C. J. Gardner-Johnson und einen Siebtrundenpick 2025.
10. ↑  Pick 199: Dallas Cowboys → Houston Texans → Buffalo Bills (VD): Dallas tauschte u. a. diesen Pick gegen Texans' WR Brandin Cooks. Houston tauschte u. a. diesen Pick gegen einen Sechstrundenpick 2023 der Bills.
11. ↑  Pick 202: Houston Texans → Cleveland Browns (VD): Siehe Pick 23.
12. ↑  Pick 205: Baltimore Ravens → Cleveland Browns (VD): Baltimore tauschte diesen Pick gegen einen Siebtrundenpick 2023 der Browns.
13. ↑  Pick 206: San Francisco 49ers → Denver Broncos (VD): San Francisco tauschte diesen Pick gegen Broncos' LB Randy Gregory und einen diesjährigen Siebtrundenpick.
14. ↑  Pick 207: Kansas City Chiefs → Las Vegas Raiders (VD): Kansas City tauschte diesen Pick gegen Raiders' DT Neil Farrell Jr.

### Runde 7
1. ↑  Pick 221: Carolina Panthers → Tennessee Titas (VD): Siehe Pick 141.
2. ↑  Pick 223: New England Patriots → Las Vegas Raiders (VD): Siehe Pick 187.
3. ↑  Pick 224: Arizona Cardinals → Houston Texans (VD): Siehe Pick 161.
4. ↑  Pick 226: New York Giants → Arizona Cardinals (VD): Die Giants tauschten diesen Pick gegen Cardinals' LB Isaiah Simmons.
5. ↑  Pick 228: New York Jets → Baltimore Ravens (VD): Die Jets tauschten diesen Pick gegen Ravens' S Chuck Clark.
6. ↑  Pick 229: Minnesota Vikings → Las Vegas Raiders (VD): Minnesota tauschte diesen Pick gegen Raiders' QB Nick Mullens.
7. ↑  Pick 230: Atlanta Falcons → Cleveland Browns → Arizona Cardinals → Minnesota Vikings (VD): Für ATL → CLE siehe Pick 196. Für CLE → ARI siehe Pick 155. Für ARI → MIN siehe Pick 185.
8. ↑  Pick 231: Chicago Bears → New England Patriots (VD): Chicago tauschte diesen Pick gegen Patriots' WR N'Keal Harry.
9. ↑  Pick 232: Denver Broncos → San Francisco 49ers (VD): Siehe Pick 206.
10. ↑  Pick 233: Las Vegas Raiders → Dallas Cowboys (VD): Las Vegas tauschte u. a. diesen Pick gegen einen Sechstrundenpick 2023 der Cowboys.
11. ↑  Pick 238: New Orleans Saints → Houston Texans (VD): New Orleans tauschte diesen Pick gegen Texans' RB Mark Ingram.
12. ↑  Pick 239: Los Angeles Rams → Denver Broncos → New Orleans Saints (VD): Für LAR → DEN siehe Pick 188. Denver tauschte diesen Pick gegen Saints' K Wil Lutz.
13. ↑  Pick 242: Philadelphia Eagles → Tennessee Titans (VD): Siehe Pick 181.

## Anzahl ausgewählter Spieler

### Nach Position
| Offense: - 35 Wide Receiver - 27 Offensive Tackles - 20 Runningbacks - 16 Offensive Guards - 12 Centers - 12 Tight Ends - 11 Quarterbacks | Defense: - 36 Cornerbacks - 24 Defensive Tackles - 20 Defensive Ends - 20 Linebacker - 20 Safeties | Special Teams: - 3 Kicker - 1 Punter |

### Nach College
Angegeben sind alle Colleges, von denen mehr als ein Spieler ausgewählt wurde.
| Picks | College |
| ----- | --- |
| 13    | Michigan |
| 11    | Texas |
| 10    | Alabama, Florida State, Washington |
| 8     | Georgia, Oregon, Penn State |
| 7     | Notre Dame, USC |
| 6     | Clemson, LSU, Missouri |
| 5     | Auburn, Utah |
| 4     | Illinois, Iowa, Kentucky, Louisville, Miami (FL), Ohio State, South Carolina, Texas A&M                                                                     |
| 3     | Arizona, Duke, Kansas State, Mississippi State, North Carolina, Oklahoma, Ole Miss, Oregon State, Pittsburgh, TCU, Tennessee, Wake Forest, Washington State |
| 2     | Arkansas, Boston College, Kansas, Marshall, Maryland, NC State, Purdue, South Dakota State, Texas Tech, Troy, Tulane, UCF, UCLA, UTEP, Wisconsin            |